# Странният рицар на свещената книга
Странният рицар на свещената книга е роман на писателя Антон Дончев от 1998 г. разказващ за пренасянето на Свещената книга на българските богомили до албигойците в Южна Франция и битката при Монсегюр през 1244 и времето на Албигойският кръстоносен поход, организиран от Римокатолическата църква.